# بابی تاد
بابی تاد (انگلیسی: Bobby Todd؛ ۲۲ ژوئن ۱۹۰۴ – ۷ سپتامبر ۱۹۸۰) بازیگر اهل آلمان بود.
از فیلم‌ها یا برنامه‌های تلویزیونی که وی در آن نقش داشته‌است، می‌توان به گناه نخستین و سلام، بانوی جوان! اشاره کرد.